# 拉丁 (伊利諾伊州)
拉丁（英語：Rardin）是位於美國伊利諾伊州科爾斯縣的一個非建制地區。該地的面積和人口皆未知。

## 地理
拉丁的座標為39°36′15″N 88°06′06″W / 39.60417°N 88.10167°W，而該地的平均海拔高度為204米（即669英尺）。